# Jack Alexy
Jack Alexy (Morristown, 19 gennaio 2003) è un nuotatore statunitense, vincitore di un oro olimpico a Parigi 2024 e di dieci medaglie ai mondiali.

## Palmarès
- Giochi olimpici

Parigi 2024: oro nella 4x100m sl, argento nella 4x100m misti.
- Mondiali

Fukuoka 2023: oro nella 4x100m misti, argento nei 50m sl, nei 100m sl e nella 4x100m sl mista, bronzo nella 4x100m sl.
Singapore 2025: oro nella 4x100m sl mista, argento nei 100m sl, bronzo nei 50m sl, nella 4x100m sl e nella 4x100m misti.
- Mondiali in vasca corta

Budapest 2024: oro nei 100m sl e nella 4x100m sl, argento nella 4x100m misti e nella 4x100m misti mista, bronzo nei 50m sl.
- Mondiali giovanili

Budapest 2019: oro nella 4x100m sl.